# Huus ter Tolne
Het Huus ter Tolne of Hof van Bloys was een kasteel nabij de Nederlandse stad Tholen, provincie Zeeland. Het kasteel wordt ook wel aangeduid als Klein Egypte, alhoewel het kasteel deze naam niet daadwerkelijk heeft gedragen.

## Etymologie
In 1344 werd het kasteel vermeld als het Huus ter Tolne, oftewel het kasteel te Tholen. De latere benaming Hof van Bloys verwijst naar Jan II van Bloys, die het kasteel van 1356 tot 1381 in bezit had.
De naam Klein Egypte zou zijn gegeven vanwege Hendrik van Buffels deelname aan de kruistocht van 1248. De naam komt echter niet in contemporaine documenten voor.

## Geschiedenis
Hendrik Buffel kreeg 1248 Schakerloo in achterleen van de Hollandse graaf Willem II, die het gebied zelf weer in leen hield van de hertog van Brabant. Nog datzelfde jaar ging Hendrik mee met de Zevende Kruistocht. Na terugkomst in Schakerloo bouwde hij rond 1255 het kasteel. 

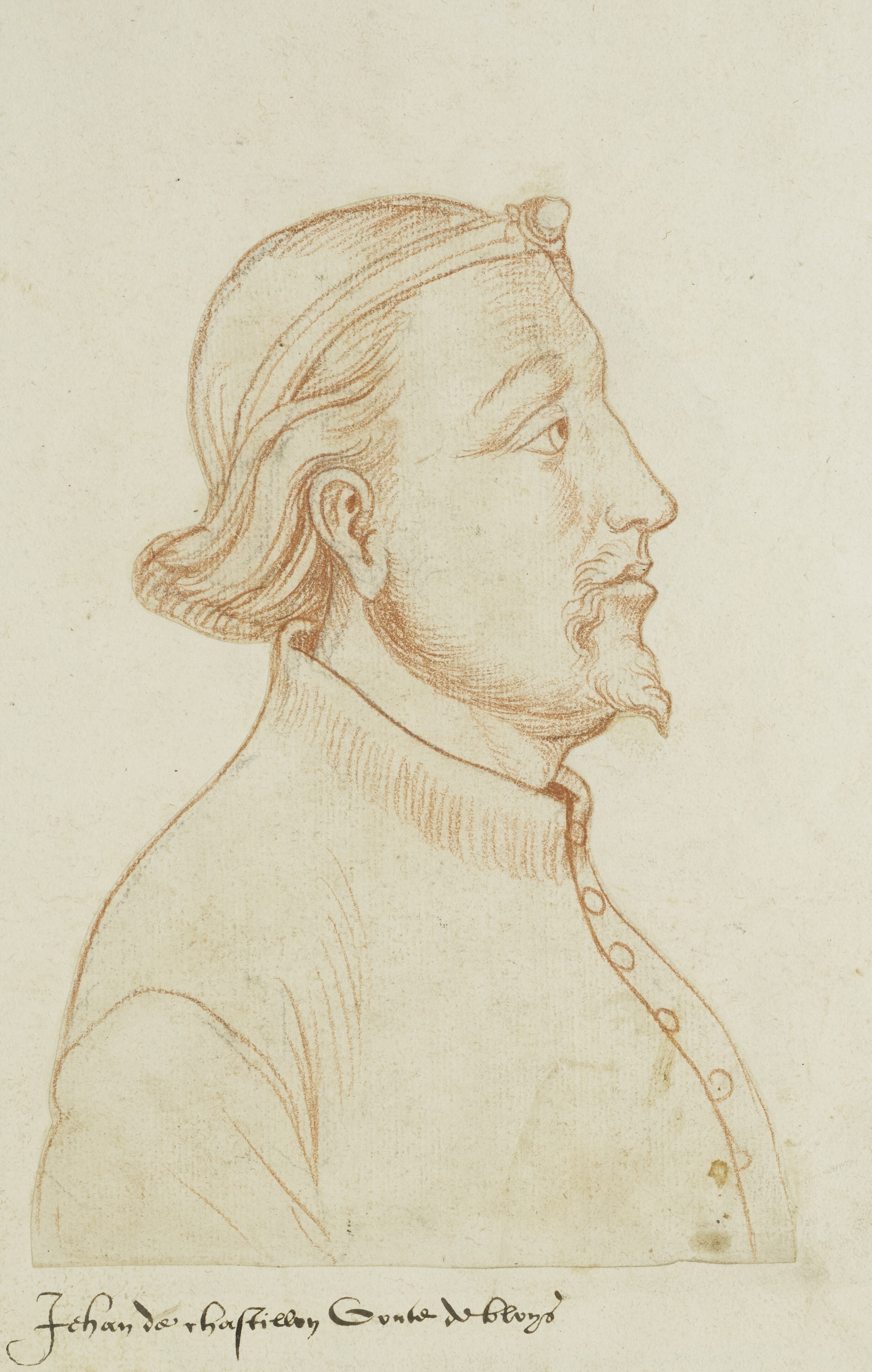
Jan van Bloys, kasteelheer tot 1381

In 1290 ontving Hendrik Buffel, nazaat van de eerder genoemde Hendrik, van graaf Floris V tolvrijheid ten behoeve van de inwoners van Tholen; een jaar later schonk hertog Jan I van Brabant hem tolvrijheid op de Schelde en Honte. Hendrik koos na het overlijden van de Hollandse graaf Jan I in 1299 echter de zijde van Vlaanderen en streed samen met Jan van Renesse en andere Zeeuwse edelen tegen Jan II van Avesnes, de nieuwe Hollandse graaf. Hendriks bezittingen werden daarop door de graaf verbeurd verklaard. Tijdens een zeeslag bij Zierikzee in 1304 werd hij gevangengenomen door de Hollanders. Omdat Hendrik werd beschouwd als een opstandeling, werd hij onthoofd. Waarschijnlijk was zijn kasteel tijdens de oorlog vernield door Jan zonder Genade.

### Bloys
In 1316 werd Jan van Beaumont, zoon van de in 1304 overleden graaf Jan II van Avesnes, beleend met de heerlijkheden Schakerloo en Tholen. Hij liet Tholen voorzien van muren en poorten en bouwde in 1318 even buiten de Dalemsepoort een kasteel. Het is niet duidelijk of dit een geheel nieuw kasteel was of dat het om het vernielde kasteel van Hendrik Buffel ging dat door Jan slechts werd vernieuwd. In 1343 liet Jan het kasteel in ieder geval nog verder uitbreiden. Hij stierf op 11 maart 1356 en liet het kasteel na aan Jan van Bloys, de zoon van zijn dochter. Jan van Bloys overleed op 19 mei 1381 zonder wettige kinderen na te laten en liet het kasteel na aan zijn broer Gwijde van Bloys.
Gwijde had een dure levensstijl en raakte diep in de schulden. Hij overleed in 1397 zonder erfgenaam, waarna Tholen terugviel aan de graaf van Holland.

## Beschrijving
Het 13e-eeuwse kasteel van Hendrik Buffel zou in de Vijftienhonderdgemetenpolder hebben gestaan, maar de exacte locatie is onbekend. Ook is er niets bekend over het uiterlijk van het kasteel. Het kasteel is waarschijnlijk verwoest tijdens de strijd die rond 1300 woedde tussen Holland en de Zeeuwse edelen.
Mogelijk heeft de nieuwe heer van Tholen, Jan van Beaumont, het oude kasteel van Hendrik Buffel in 1318 overgenomen en vernieuwd. Ook Jans kasteel stond in de Vijftienhonderdgemetenpolder, even buiten de pas gebouwde noordelijke Dalempoort. In de jaren 1343/1344 liet Jan grootschalige verbouwingen uitvoeren: van 24 juni tot kerstmis 1343 werd er gemetseld, waarna men tot pinksteren bezig was met het binnenwerk zoals de zaal.
Wanneer het kasteel is verdwenen, is onbekend. Mogelijk is het ten onder gegaan tijdens een van de grote overstromingen in de 16e eeuw.
Aldegonde · Kasteel van Axel · Baarland · Baarsdorp · Barbestein · Biervliet · Bieweg · Blodenburg · Huis der Boede · Brijdorpe · Bruëlis · 't Burchtje · Burggravensteen · Buttinge · Coxijde · Crayenstein · Duinbeek · Duivelsberg · Ellewoutsdijk · Filippenburg · Geersdijk · Gistellis · Gravenhof · Slot Haamstede · Kasteel Hellenburg · Herkestein · Heuvelsweg · Hoge Huis · Ter Hooge · Hoogkamer · Kats · Kind van Trente · Kleverskerke · Kortgene · Kreke · Kruiningen · Laterdale · Lodijke · Maalstede (Hulst) · Maalstede (Kapelle) · Magdalon · Hof Ter Moere · Moermond · Te Mortiere · Muiden · Hof ter Nisse (Nisse) · Hof ter Nisse (Ossenisse) · Oostende · Oostende (Goes) · Oosterstein · Poelvoorde · Poortvliet · Popkensburg · De Pottere · Poucques · Pronkenburg · Ravenstein · Saeftingher Slot · Kasteel van Sint-Maartensdijk · Schengen · Sluis · Smallegange · Stavenisse · Tolhuis van Iersekeroord · Huus ter Tolne · Torenberg · Torenhoeve · Toren van Bourgondië · Troye · Valkenisse · Vinninghen · Vlissingen · Voorhoute · Waarde · Watervliet · Weldamme · Welland · Huis te Werf · Te Werve · Westenschouwen · Westhove · Westkerke · Windenburg · Zandenburg · Zwanenburg